# Paweł Kwiek
Paweł Kwiek (ur. 16 marca 1951 w Warszawie, zm. 13 marca 2022 w Warszawie) – polski artysta współczesny, fotograf, operator filmowy, realizator światła.
Autor filmów, obrazów, cyklów fotografii i akcji artystycznych. Brał udział w wielu prezentacjach Sztuki Polskiej w kraju i za granicą, był  autorem tekstów teoretycznych o sztuce neoawangardy, zajmował się również działalnością poetycką i appearance (zob. performance).

## Życiorys
W 1973 r. ukończył PWSFTviT w Łodzi, na Wydziale Operatorskim i Realizacji TV.
Wykładał w PWSTTviF w Łodzi oraz Akademii Sztuk Pięknych w Warszawie (w latach 1977–1978), był także Szefem Działu Fotografii w Gazecie Życie Warszawy (1991 r.).
Mieszkał i pracował w Warszawie.
Należał do organizacji zawodowych: Stowarzyszenie Filmowców Polskich, Grupa Twórcza Warsztat Formy Filmowej (do 1980 r.), Związek Polskich Artystów Fotografików, Stowarzyszenie Artystów Sztuk Innych (do 1994 r.), oraz do inicjatyw artystyczno-społecznych: MEDIA KONTAKT, Stowarzyszenie „Żydowskie Motywy”.
Był współtwórcą łódzkiej awangardowej grupy artystycznej Warsztat Formy Filmowej, do której należał w latach 70. W tym też czasie powstała jego głośna realizacja Twarz z 1971 r., krytykująca rządy (na świeżo po ustąpieniu ze stanowiska I sekretarza KC PZPR) Władysława Gomułki i wyśmiewająca jego postać.
W 1971 roku pracował ze swym bratem Przemysławem, Zofią Kulik i Janem S. Wojciechowskim nad filmem Forma otwarta, którego tytuł odnosił się do teorii Formy Otwartej Oskara Hansena. Celem było „udoskonalanie komunikacji międzyjednostkowej i społecznej” (Ronduda). Forma otwarta stanowiła eksperyment badający możliwości takiej komunikacji.
Film Pawła Kwieka 1, 2, 3 – ćwiczenia operatorskie (1972) – spontaniczna improwizacja, podważająca zasadność działania reżimowych organizacji politycznych (Związku Młodzieży Socjalistycznej) w łódzkiej Filmówce.
Paweł Kwiek jako jeden z pierwszych w Polsce podjął też eksperymenty z wideo (np. Video A, 1974; Video C, 1975).
Podczas strajku w Szkole Filmowej w Łodzi w 1980 roku Kwiek nagrał wspólnie z Jackiem Jóźwiakiem „Solidarne czekanie”. Był już wtedy członkiem Solidarności oraz aktywistą Ruchu Odnowy Uczelni. Po 13 grudnia 1981 roku został wydalony z łódzkiej Filmówki.

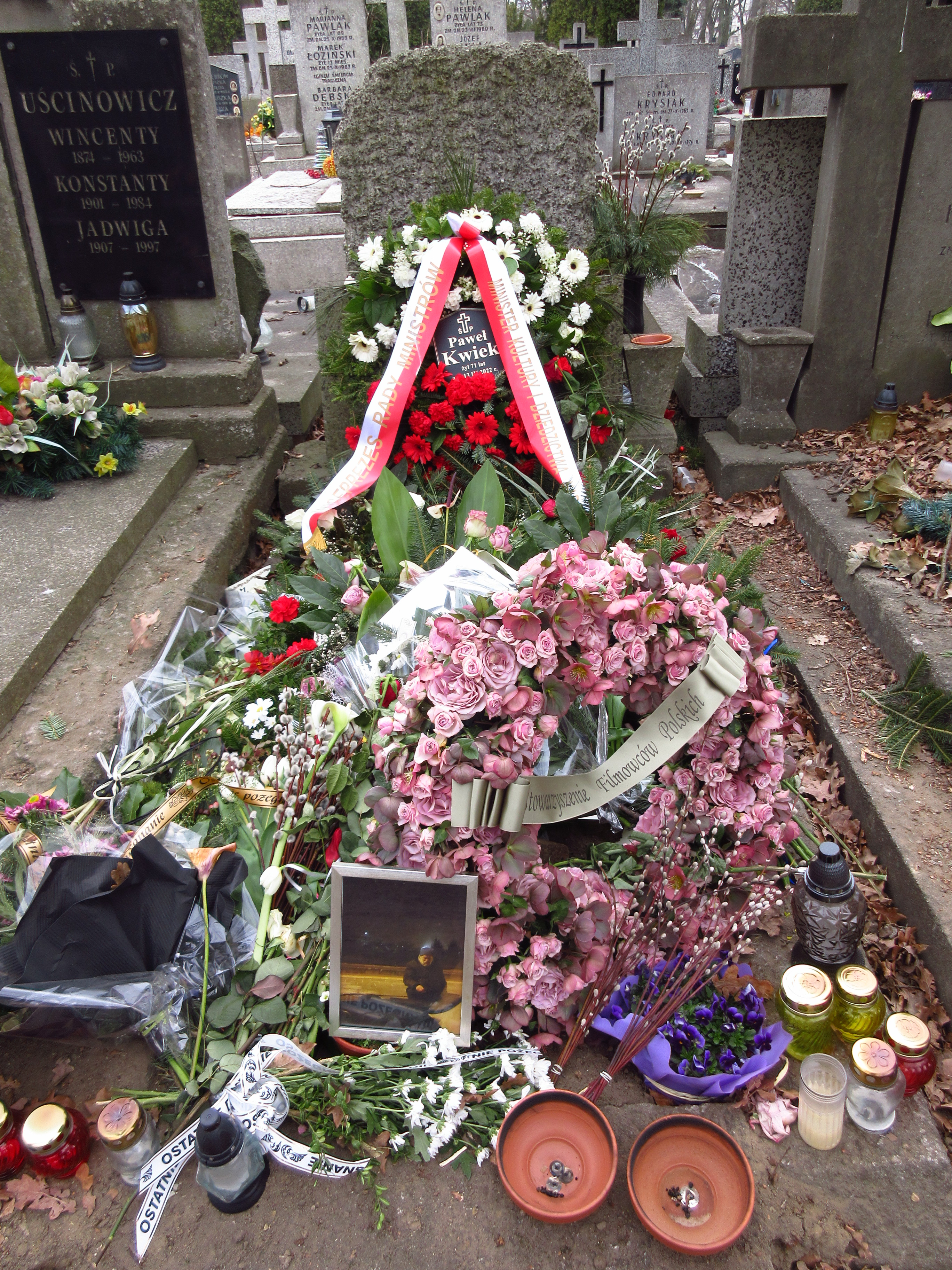
Grób Pawła Kwieka na cmentarzu Bródnowskim (26.03.2022)

Był jednym z prekursorów sztuki video. Uprawiał film eksperymentalny, sztukę video, fotografię, rysunek. Był autorem manifestów oraz realizował działania artystyczne z wykorzystaniem innych dyscyplin sztuki, kultury i nauk pokrewnych: filozofii, cybernetyki, poezji, socjologii.
Prace Pawła Kwieka znajdują się m.in. w kolekcji CSW Zamek Ujazdowski w Warszawie, Muzeum sztuki Nowoczesnej w Warszawie, Fundacji ERSTE w Wiedniu. Zaliczany jest do polskiej neoawangardy lat 70.
Odznaczony Medalem 150-lecia Fotografii.
W 2013 roku ukazała się książka 1, 2, 3... ćwiczenia operatorskie. Paweł Kwiek. Fotografia, film, video poświęcona twórczości Pawła Kwieka w latach 70. Zawiera eseje autorstwa Davida Crowleya, Mariki Kuźmicz, Marka Nasha i Łukasza Rondudy, w trzech wersjach językowych. 
Pochowany na cmentarzu Bródnowskim (kwatera 6N-1-4).

## Wybrane realizacje artystyczne
- 1,2,3 – ćwiczenia operatorskie (1972) – film eksperymentalno-polityczny
- Niechcice (1973) – film zrealizowany w PGR Niechcice
- Poemat o świadomości (1977) – film z udziałem młodzieży z klas maturalnych
- Spotkania ze światłem (1991) – cykl fotograficzny

## Wybrane wystawy indywidualne
Źródło: Culture.pl
- 1979 – „Uczestnictwo, poznanie, decyzja” – Mała Galeria, Warszawa;
- 1983 – „Objawienie” – Mała Galeria, Warszawa;
- 1988 – „Ekumenizm sztuki” – Mała Galeria, Warszawa;
- 1989 – „Myślokształty Lecha Wałęsy” – Mała Galeria, Warszawa;
- 1990 – „Pamiątki spotkań duchowych. Obrazy hermetyczne” – Centrum Sztuki Współczesnej Zamek Ujazdowski, Warszawa;
- 1991 – „Spotkania ze światłem” – Mała Galeria, Warszawa;
- 1994 – „Pomiędzy wodą a powietrzem” – Mała Galeria, Warszawa;
- 2000 – „19 fotografii” – Mała Galeria, Warszawa;
- 2008 – „Międzyrysunki” – Galeria Senatorska, Warszawa; „Sześć kompozycji” – Galeria Art NEW Media, Warszawa;
- 2010 – „Światło – miłość – spokój” – Centrum Sztuki Współczesnej Zamek Ujazdowski, Warszawa.